# Elmdale, Minnesota
Elmdale är en ort i Morrison County i Minnesota. Vid 2010 års folkräkning hade Elmdale 116 invånare.